# 센바야시역
센바야시역(일본어: 千林駅)은 일본 오사카부 오사카시 아사히구에 위치한 게이한 전기철도 게이한 본선의 역이다. 역전은 다이에 탄생지이기도 하다. 역 번호는 KH08이다.

## 역 구조
통과선 2개를 낀 상대식 승강장 2면 2선의 고가역이다. 개찰구는 1층, 승강장은 2층에 있다. 인근의 다키이 역처럼 통과선(A선)에 승강장은 바깥에 2선(B선)만 존재한다. 개찰구는 보통 서쪽 개찰구만 공용하고 있지만 평일과 토요일 아침 러시아워 때만(오전 7시부터 9시까지) 개방되는 동쪽 개찰구도 있다. 상하행선과도 본 층에서 승강장 층을 잇는 엘리베이터가 정비되어 있다. 또, 동쪽 개찰구 옆에 남녀별 수세식 화장실을 갖추고 있다. 인근의 다키이 역과는 불과 400m 떨어져 있다.

### 승강장
| 번호 | 노선          | 방향 | 행선                                            |
| ---- | ------------- | ---- | ----------------------------------------------- |
| 1    | ■ 게이한 본선 | 상행 | 모리구치시・히라카타시・산조・데마치야나기 방면 |
| 2    | ■ 게이한 본선 | 하행 | 교바시・요도야바시・나카노시마 방면             |

## 이용 현황
| 연도별 1일 평균 하차 승차 인원 | 연도별 1일 평균 하차 승차 인원 | 연도별 1일 평균 하차 승차 인원 | 연도별 1일 평균 하차 승차 인원 |
| 연도                           | 특정일                         | 특정일                         | 1일 평균 승차 인원             |
| 연도                           | 하차 인원                      | 승차 인원                      | 1일 평균 승차 인원             |
| ------------------------------ | ------------------------------ | ------------------------------ | ------------------------------ |
| 1995년                         | 16,844                         | 9,042                          | 9,440                          |
| 1996년                         | -                              | -                              | 9,709                          |
| 1997년                         | -                              | -                              | 9,070                          |
| 1998년                         | 14,679                         | 7,578                          | 9,737                          |
| 1999년                         | -                              | -                              | 8,035                          |
| 2000년                         | 13,775                         | 7,016                          | 7,853                          |
| 2001년                         | -                              | -                              | 7,342                          |
| 2002년                         | 13,309                         | 6,774                          | 7,149                          |
| 2003년                         | 12,913                         | 6,511                          | 7,060                          |
| 2004년                         | 12,180                         | 6,151                          | 6,941                          |
| 2005년                         | 11,757                         | 5,961                          | 6,936                          |
| 2006년                         | 11,507                         | 5,766                          | 6,018                          |
| 2007년                         | 10,686                         | 5,337                          | 5,966                          |
| 2008년                         | 10,125                         | 5,036                          | 5,476                          |
| 2009년                         | 9,714                          | 4,823                          | 5,354                          |
| 2010년                         | 9,240                          | 4,602                          | 4,952                          |
| 2011년                         | 9,037                          | 4,503                          | 4,679                          |
| 2012년                         | 9,630                          | 4,819                          | 4,633                          |
| 2013년                         | 8,851                          | 4,415                          | 5,054                          |
| 2014년                         | 8,730                          | 4,317                          | 4,677                          |
| 2015년                         | 8,685                          | 4,336                          | 4,555                          |

## 역 주변
- 센바야시 상점가
- 아사히 센바야시 우체국
- 아사히 시미즈 우체국
- 이노야 백화점
- 슈퍼 다마데 센바야시점
- 오사카 시영 지하철 다니마치 선 센바야시오미야 역 - 서쪽으로 도보 7분 정도. 약 600m 떨어져 있다.

## 역사
- 1910년 4월 15일: 게이한 본선 개통과 동시에 모리쇼지정류장역으로 개업.
- 1931년
  - 10월 14일: 현재 역사 이설.
  - 12월 28일: 모리쇼지센바야시역으로 개명.
- 1933년 12월 29일: 복선화.
- 1942년 4월 1일: 센바야시역으로 개명.
- 1943년 10월 1일: 회사 합병으로 인하여 게이한신 급행 전철의 역이 됨.
- 1945년 9월 15일: 수송 복구를 위해 한산시, 역 사용 중지.
- 1946년
  - 2월 15일: 역 사용 제한 철폐.
  - 7월 6일: 동쪽 개찰구 신설.
- 1949년 12월 1일: 회사 분할로 인하여 게이한 전기 철도 역이 됨.
- 1975년 10월 15일: 오사카 행 승강장 하에 "게이한 천등 거리" 개업.
- 1981년 12월 14일: 역사 개량.
- 1992년 9월: 역사 개량 공사 준공.
- 1993년 1월 27일: 8량화 역사 준공.
- 1998년
  - 3월 31일: 장애인 전용 엘리베이터 2기 설치.
  - 6월 13일: 역 개량 공사가 준공됨. 장애인 전용 다목적화장실 설치.
  - 12월 11일: 제 5회 오사카 시장상 수상.
- 2010년
  - 4월 2일 ~ 5월 30일: 센바야시 상점가 "야자발상 100년"의 이벤트로 "패널사진전" 개최.
- 2013년 6월 29일: 승강장 이상 통보 장치 설치 및 운용 개시.
- 2016년 10월 31일: 대합실에 여객 안내 장치 설치.

## 사진

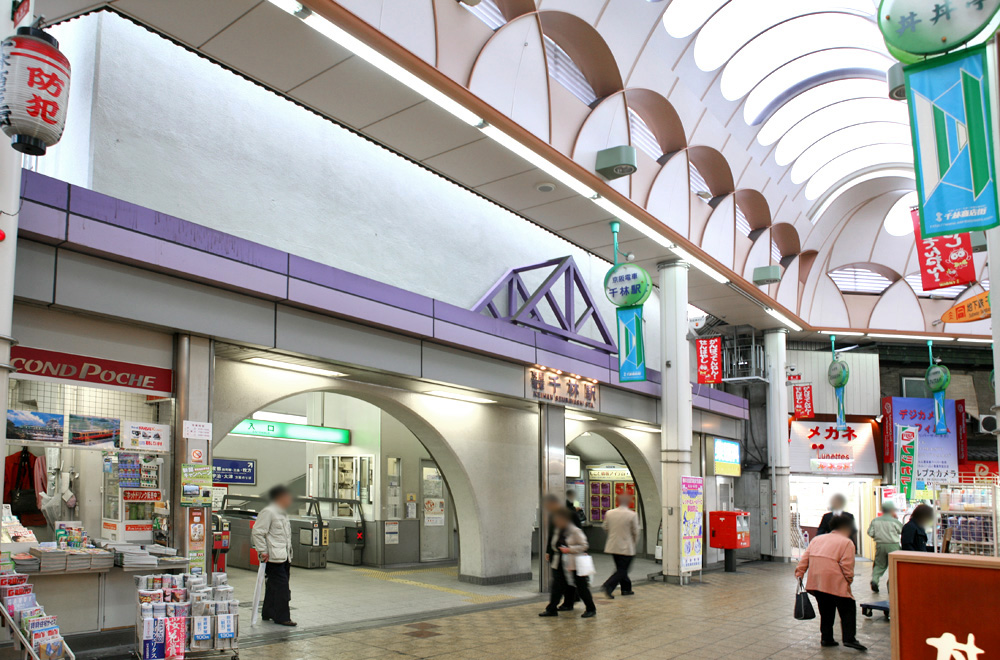
서쪽 출입구 주변
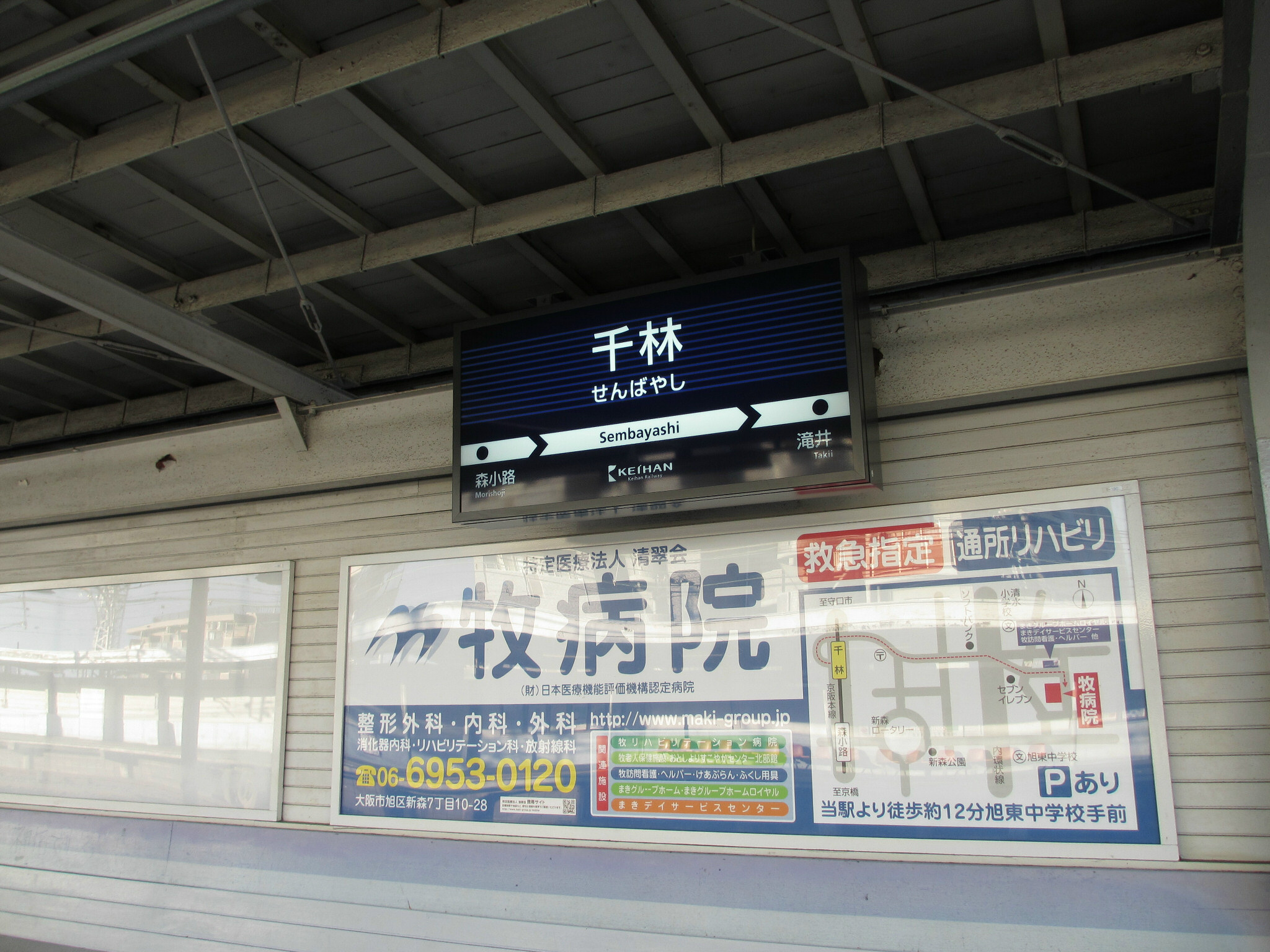
역명판

## 인접역
| 게이한 전기철도 ■ 게이한 본선 | 게이한 전기철도 ■ 게이한 본선 | 게이한 전기철도 ■ 게이한 본선 |
| ----------------------------- | ----------------------------- | ----------------------------- |
| KH07 모리쇼지 요도야바시 방면 | ■ 보통                        | 다키이 KH09 데마치야나기 방면 |